# Uniwersytet Kambodży
Uniwersytet Kambodży (khm. សាកលវិទ្យាល័យកម្ពុជា) – kambodżańska uczelnia niepubliczna znajdująca się w Phnom Penh. Została założona 23 czerwca 2003 przez Kao Kim Hourna, byłego kambodżańskiego sekretarza stanu i ministra spraw zagranicznych, oraz Hun Sena, doradcę premiera Kambodży. Model i program uczelni bazuje na amerykańskim systemie nauczania, a zajęcia prowadzone są w języku angielskim.

## Struktura
Uczelnia kształci ponad 5000 studentów w sześciu koledżach, prowadzących studia licencjackie, magisterskie i doktoranckie:
- College of Art and Humanities
- College of Education
- College of Law
- College of Management
- College of Science and Technology
- College of Social Science

Uniwersytecka biblioteka Toshu Fukami, zawierająca ponad 50 tys. książek, czasopism, gazet i periodyków, uważana jest za jedną z najlepszych w Kambodży.

## Stypendia
Uniwersytet oferuje trzy typy stypendiów, mających zachęcać do studiowania i wspierać mniej zamożne osoby, które po szkole średniej chciałyby podjąć studia. Pierwsze z nich to stypendium naukowe przeznaczone dla wybitnych studentów, spełniających określone warunki, drugie to stypendium dla uzdolnionych osób pozbawionych wsparcia finansowego (w tym przypadku są zwalniani z połowy opłat). Z kolei trzeci rodzaj to częściowe stypendia dla uczniów szkół średnich, którzy wyrazili chęć podjęcia dalszej nauki, ale z powodów finansowych nie mogą jej podjąć.

## Słynni absolwenci
- Michael Haas – honorowy profesor Uniwersytetu Hawajskiego i przewodniczący Międzynarodowej Uniwersyteckiej Komisji Doradczej
- Noun Pichsoudeny – najmłodszy studencki pisarz w Kambodży i autor czterech powieści, członek Stowarzyszenia Pisarzy Khmerskich

- W 2009 honorowy tytuł doktora otrzymał aktor i ambasador dobrej woli UNICEF, Jackie Chan[5].